# Hieracium britanniciforme
Hieracium britanniciforme es una especie de planta con flor del género Hieracium, de la familia Asteraceae, orden Asterales.

## Distribución
Hieracium britanniciforme se distribuye por Gales.

## Taxonomía
Fue descrita científicamente por Pugsl. Fue publicada en J. Bot. 79: 182 (1942).